# 550년대
550년대는 550년부터 559년까지를 가리킨다.